# Yoric Ravet
Yoric Ravet (Échirolles, 12 september 1989) is een Frans voetballer die bij voorkeur als aanvaller speelt. Hij verruilde Young Boys in augustus 2017 voor SC Freiburg. Ravet speelde drie wedstrijden voor Frankrijk –20.